# Cyrtopodion kirmanense
Cyrtopodion kirmanense es una especie de gecos de la familia Gekkonidae.

## Distribución geográfica yhábitat
Es endémica de una zona semidesértica del sudeste de Irán.